# Hornellsville
Hornellsville es un pueblo ubicado en el condado de Steuben en el estado estadounidense de Nueva York. En el año 2000 tenía una población de 4,042 habitantes y una densidad poblacional de 36 personas por km².

## Geografía
Hornellsville se encuentra ubicado en las coordenadas 42°20′46″N 77°40′26″O / 42.34611, -77.67389.

## Demografía
Según la Oficina del Censo en 2000 los ingresos medios por hogar en la localidad eran de $36,932, y los ingresos medios por familia eran $48,688. Los hombres tenían unos ingresos medios de $33,426 frente a los $22,193 para las mujeres. La renta per cápita para la localidad era de $20,803. Alrededor del 8.4% de la población estaban por debajo del umbral de pobreza.